# Varronia neowediana
Varronia neowediana är en strävbladig växtart som först beskrevs av Dc., och fick sitt nu gällande namn av A. Borhidi. Varronia neowediana ingår i släktet Varronia och familjen strävbladiga växter. Inga underarter finns listade i Catalogue of Life.